# Fritz Mauthner
Fritz Mauthner (Horschitz, Bohemen, Oostenrijk-Hongarije, 22 november 1849 - Meersburg, 29 juni 1923) was een Duitstalige filosoof en schrijver.

## Leven
Fritz Mauthner werd geboren in Horschitz bij Königgrätz in Bohemen als vierde van zes kinderen van de joodse lakenfabrikant Emmanuel en zijn vrouw Amalie. Toen Fritz zes jaar was vertrok het gezin naar Praag. Mauthner studeerde rechtswetenschappen in Praag, maar brak zijn studie af.
Zijn kennismaking met Ernst Mach werd bijzonder belangrijk voor het wereldbeeld van Mauthner. Deze doceerde van 1867 tot 1875 experimentele natuurkunde in Praag. Rond de eeuwwisseling schreef Mauthner in een brief aan Mach, dat hij zich door hem gestimuleerd had gevoeld om de latente metafysische grondslagen uit de wetenschap te elimineren.
In 1873 was hij werkzaam op een griffie. In datzelfde jaar ontstond de eerste versie van de Kritik der Sprache, die niet bewaard is gebleven. Mauthner schreef in die periode zijn eerste verhalen en feuilletons. Op 23 mei vond de eerste opvoering plaats van zijn toneelstuk Anna in het Duitse Koninklijke Nationale Theater van Praag. In 1876 ging Mauthner naar Berlijn, om daar voor het Berliner Tageblatt te gaan schrijven. Twee jaar later trad hij in het huwelijk met de joodse pianiste Jenny Ehrenberg, waaruit zijn enige kind, zijn dochter Grete werd geboren. Vanaf 1878 publiceerde hij in het Deutsche Montagsblatt parodieën op schrijvers uit zijn tijd, zoals Gustav Freytag, Paul Heyse en Arno Holz. De parodieën verschenen later ook in boekvorm. De uitwerking op de toenmalige lezers werd als sensationeel beschreven. Tot 1902 verschenen van de verzamelde parodieën 30 drukken.
Mauthner was in 1880 een van de medeoprichters van het Gesellschaft der Zwanglosen, een trefpunt voor kunstenaars in München dat tegenwoordig nog bestaat, waartoe onder andere Otto Brahm, Max Halbe, Maximilian Harden, Otto Erich Hartleben en Gerhart Hauptmann behoorden. In 1882 verscheen zijn roman De Nieuwe Ahasverus, in 1887 de Duits-nationalistische roman De laatste Duitser uit Blatna en in 1888 de satire op de pers Schmock. Vanaf oktober 1889 was Mauthner uitgever van het tijdschrift Deutschland. Alles bij elkaar publiceerde hij van 1882 tot 1897 twaalf romans en daarnaast nog verhalen en lyrische poëzie, Van de lezers kreeg Mauthners bellettrie een welwillend onthaal, terwijl de literatuurcritici overwegend afwijzend reageerden.
In 1892 verhuisde hij met zijn gezin naar Berlijn-Grunewald. Daar begon hij met zijn Beiträge zu einer Kritik der Sprache. Mauthner legde zich steeds meer toe op zijn taalkritisch werk, maar moest dat echter in 1898 staken omdat hij blind dreigde te worden. Daarna werkt hij samen met Gustav Landauer. In 1901 verschenen de eerste twee delen van de Beiträge, een jaar later volgde het derde. De afwijzing die Mauthners Kritik der Sprache uit academische kringen ten deel viel, stelde hem hevig teleur. In 1905 probeerde Mauthner, door een verblijf op de Canarische Eilanden, zijn depressie te verlichten. Nadat zijn dochter was getrouwd, verhuisde Mauthner eind 1905 naar Freiburg im Breisgau. Daar werd hij lid van het Kant-Genootschap en leerde hij in 1906 Martin Buber kennen.

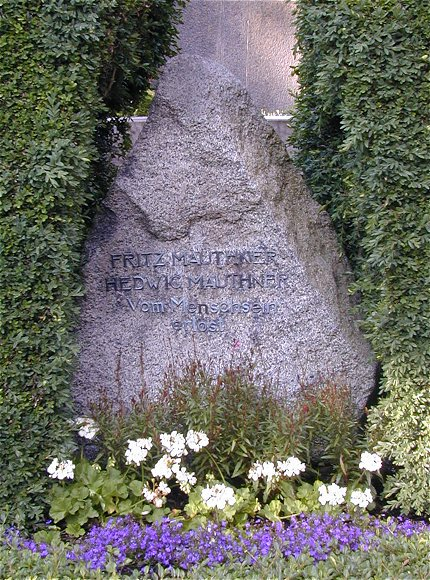
Grafsteen van Fritz Mauthner en Hedwig Mauthner (Harriet Straub) op het kerkhof van Meersburg (Opschrift: Van het mens-zijn verlost.)

In 1907 ontmoette Mauthner Hedwig Luitgardis Silles O'Cunningham (1872-1945). Met haar vertrok hij in 1909 naar Meersburg aan de Bodensee, waar zij kort daarop huwden. Rond die tijd ontstond de door Martin Buber geïnspireerde en aan Gustav Landauer opgedragen monografie Die Sprache. Vervolgens werkte hij aan het Wörterbuch der Philosophie. Het eerste deel daarvan verscheen in 1909, het tweede volgde in 1911. In 1912 legde hij de laatste hand aan De Laatste Dood van Gautama Boeddha.
Bij de aanvang van de Eerste Wereldoorlog begonnen de gedachtewisselingen met zijn vriend Gustav Landauer. Terwijl Landauer de oorlog over het algemeen afkeurde schreef Mauthner vanaf 1915 propagandistische artikelen voor de oorlog in het Berliner Tageblatt. Na de Duitse nederlaag, die voor hem een ramp betekende, verzoende Mauthner zich weer met Landauer, Toch kwam het tot een definitieve breuk toen Landauer kort daarop in 1919 deelnam aan de Münchener Radenrepubliek. Mauthner werd in datzelfde jaar ereburger van Meersburg. Van 1920 tot 1923 verscheen Der Atheismus und seine Geschichte im Abendland in vier delen. Kort voor zijn dood op 29 juni 1923 werkte Mauthner nog aan zijn Drei Bildern der Welt, dat postuum verscheen.

## Taalkritiek
Citaat:

Door de inherente onbeschaamdheid brengt de taal ons tot haat en hoongelach. Zij heeft ons brutaal verraden; nu hebben wij haar door. En in de heldere ogenblikken van dit vreselijke inzicht gaan wij zowel tegen de taal tekeer als tegen onze naaste, die ons ons geloof, onze liefde en onze hoop afhandig heeft gemaakt. (Beiträge zu einer Kritik der Sprache I, Das Schweigen)

Mauthner deed bij zijn leraar Ernst Mach in Praag de speciale grondslagen voor zijn latere werk op. Ernst Mach was als natuurkundige, filosoof en wetenschapstheoreticus een zeer veelzijdige wetenschapper, die in zijn overwegingen ook zintuigfysiologie en psychologie betrok en al vóór Albert Einstein het vierdimensionale ruimte-tijd-continuüm opperde. Mach geldt ook als een van de wegbereiders van de Gestalttheorie.
Zijn leerling Fritz Mauthner had eveneens een brede belangstelling en betrok in zijn wetenschapstheoretische beschouwingen ook de recente resultaten van de psychologie. Van Mach nam Mauthner het combineren van de ruimtedimensies en de tijddimensie in het vierdimensionale continuüm over. Terwijl Einstein deze zienswijze op de hele kosmos toepaste, legde Mauthner een verband tussen deze moderne opvatting en psychofysiologische beschouwingen, die theoretisch een ordening in de ruimte-tijd vermoedden.
Citaat:

Wij zullen de tijd leren kennen als de vierde dimensie van de werkelijkheid. In aansluiting daaraan zal het ons des te sneller duidelijk zijn dat ons geheugen afzonderlijke voorbije beelden, de zogenaamde herinneringen, precies hetzelfde in de tijd lokaliseert, als ons gezichtsvermogen dat doet met zijn voorstellingen in de drie ruimtedimensies. En op precies dezelfde manier als het snijpunt van het coördinatensysteem voor onze ogen door onze hersenen heen gaat, is ons heden altijd het nulpunt voor het tijdsverloop; het nulpunt blijft bij ons, terwijl wij in de tijd verder leven, zoals het coördinatensysteem van de ruimte met ons meebeweegt. Het theoretische probleem ligt slechts in het feit, dat het ons geheugen is dat pas de tijd oproept, waarin het de gegevens van de overige zintuigen projecteert.

Mauthner sloeg hier een theoretische weg in, die al licht wierp op het tijdelijke aspect van de "correlatietheorie van het hersenonderzoek", van ons "activiteitsmoment in het bewustzijn".
Citaat:

En dus beschouw ik het als een bruikbare hypothese, dat er steeds maar een enkele voorstelling aan het oog van de naald van ons bewustzijn voorbijtrekt, omdat immers in die zin steeds slechts het meest tegenwoordige, dat wil zeggen het zich juist in de geestelijke maag assimilerende, het juist op dat moment in de hersenen actieve, — dat alleen dat de aandacht boeit (natuurlijk, omdat immers ook het heden als tijd slechts de punt van de naald tussen verleden en toekomst is, dus dat de werkelijke wereld op elk moment niet breder kan zijn, dan het haarfijne van dat moment, dan van een oog van de naald), dat echter tegelijkertijd het geheugen, dat wil zeggen het onbewuste registreren van de hersenen, wel beschikking heeft over onze hele kennis en alles met de voorstelling van het moment direct samenhangende al gereed houdt, dus dat de hersenen in het geheugen de brede horizon bezit, die de wereld van de ervaring of het verleden, en de wereld van de mogelijkheden of de toekomst omvat  (Bewustzijn/tijd en associatie)

In de taalfilosofie van Mauthner heeft het geheugen een centrale plaats. Citaten:

Ik ben ervan overtuigd dat de raadsels van de taal op te lossen zijn met het sleutelwoord geheugen, of liever gezegd, dat de raadsels die het wezen en ontstaan van de taal ons opgeven, terug te voeren zijn op het wezen van het menselijke geheugen.

Bij de normale mens is het geheugen voor dingen en voor woorden uiterst nauw met elkaar verbonden. Dat verband is eigenlijk een zuivere tautologie, als het juist is als ik beweer, dat taal of woordenschat van de mens in wezen niets anders is dan zijn individuele geheugen voor zijn ervaring. De taal is niets anders dan geheugen, omdat zij helemaal niets anders kan zijn.  (Geheugen en taal)

Geheugen, bewustzijn en taal zijn voor Mauthner verschillende woorden voor de gehele samenhang van het kennen van de wereld door middel van afzonderlijke herinneringsbeelden.

Het geheugen is een gegeven van het bewustzijn en het bewustzijn is voor ons alleen als geheugen een gegeven. Men zou met deze woorden nog verder kunnen jongleren en toch zou men dan nooit, in de sceptische betekenis van de taalkritiek, tot een duidelijke definitie van beide begrippen kunnen komen. Toch hebben wij het vermoeden dat een door zelfbeschouwing verkregen gegeven van het bewustzijn niet het abstractie geheugen is, maar slechts de reeks van afzonderlijke geheugenbeelden; wij vermoeden dat het woord bewustzijn eigenlijk niets anders betekent dan de samenhang van herinneringsbeelden (Bewust geheugen)

Aangespoord de door de Gestalttheorie plaatste Mauthner het begrip "gelijksoortigheid" in het middelpunt van zijn kennis- en taaltheoretische beschouwingen.
Citaten:

De gelijksoortigheid zou weleens de belangrijkste rol in de psychologie kunnen spelen. Misschien heeft men tot nu toe de gelijksoortigheid instinctief veronachtzaamd, omdat men anders al vroeg zou hebben moeten inzien, hoe diep onze logische of talige kennis onder onze wetenschappelijke aanspraken staan, hoever onze begripsvorming afstaat van wiskundige nauwkeurigheid; want onze taalbegrippen berusten op gelijksoortigheid en wiskundige formules op gelijkheid.

Absolute gelijkheid is een abstractie van het wiskundige denken. In de werkelijke wereld bestaat slechts gelijksoortigheid. Gelijkheid is een sterke gelijksoortigheid, is een relatief begrip.

Alles valt te classificeren, of de taal is opgebouwd, op gelijksoortigheid en niet op gelijkheid, al onze meningen of het toepassen van de taal niet op gelijkheid. Alle logica, ook de algebra van de logica, gaat echter uit van het wiskundige begrip gelijkheid en is daarom een gevaarlijke wetenschap. Om niet te ver af te dwalen, moet slechts terloops vermeld worden, dat ook het begrip of het gevoel continuïteit alleen ontstaat uit het gevoel gelijksoortigheid.

Volgens Mauthner is taal weliswaar geschikt om te communiceren, maar niet voor het kennen van de waarheid of werkelijkheid. Met namen en beelden leert de mens slechts de "sluier van de Maya" kennen, maar niet de daarachter verborgen werkelijkheid.
Fritz Mauthner heeft zijn studie (rechtswetenschappen) niet afgemaakt en schreef naast filosofische boeken ook romans en krantenartikelen; in de wetenschap gold hij als een "vrijdenker" en "enfant terrible". In discussies met andere meningen was hij altijd spitsvondig en ook polemisch. Daarom had hij weinig invloed op de taalwetenschap en filosofie, maar de richting van zijn denken, die verder uitgewerkt is, is te lezen in het boek Gehirn und Sprache.

## Werk

### Romans, novellen, verhalen, satiren
- Nach berühmten Mustern, satire 1878, 1889, volledige uitgave 1897
- Einsame Fahrten, 1879
- Vom armen Franischko, vertelling 1879
- Die Sonntage der Baronin, 1881
- Der neue Ahasver, 1882
- Dilettantenspiegel, satire 1883
- Gräfin Salamanca, 1884
- Xanthippe, 1884
- Berlin W. (romantrilogie): Quartett, 1886; Die Fanfare, 1888; Der Villenhof, 1890
- Der letzte Deutsche von Blatna. Roman, 1887
- Die Fanfare, Berlijn 1888
- Schmock oder die Karriere der Gegenwart. Satire, Berlijn 1888
- Der Pegasus, 1889
- Die erste Bank, Berlijn 1889
- Zehn Geschichten, 1891
- Glück im Spiel, 1891
- Hypatia, 1892
- Lügenohr, 1892 (onder de titel: Aus dem Märchenbuch der Wahrheit, 1899)
- Kraft, roman 1894
- Die Geisterseher, roman 1894
- Die bunte Reihe, 1896
- Der steinerne Riese. Novelle, 1896
- Die böhmische Handschrift. Novelle, 1897
- Der wilde Jockey und anderes, 1897
- Der letzte Tod des Gautamo Buddha. Roman, 1913
- Der goldene Fiedelbogen, 1917

### Toneelstukken
- Anna, 1874
- Lyrik
- Die große Revolution, 1872

### Essays en theoretische geschriften
- Kleiner Krieg, 1879
- Credo, 1886
- Von Keller zu Zola. Kritische Opstellen. Berlijn 1887
- Tote Symbole, 1892
- Zum Streit um die Bühne, 1893
- Totengespräche, 1906
- Gespräche im Himmel und andere Ketzereien, 1914 (Feuilletons 1895-1913, de meeste uit het Berliner Tageblatt).

### Taalfilosofische en cultuurhistorische werk
- Beiträge zu einer Kritik der Sprache (3 delen, 1e uitgave 1901-1902, 2e bewerkte uitgave: 1906/1913, 3e uitgave, met aanvulling: 1923, herdruk 1982)
- Aristoteles, 1904
- Spinoza, 1906
- Die Sprache, 1907
- Wörterbuch der Philosophie (3 delen, 1e uitgave: 1910-11, 2e uitgave: 1922-23)
- Schopenhauer, 1911
- Der letzte Tod des Gautama Buddha, 1913
- Der Atheismus und seine Geschichte im Abendland (4 delen, 1920-23, nieuwe druk 1989)
  - Deel 1, 1920, Teufelsfurcht und Aufklärung im sogenannten Mittelalter Gallica
  - Deel 2, 1921, Entdeckung der Natur und des Menschen, lachende Zweifler, Niederlande, England Gallica
  - Bd.3, 1922, Aufklärung in Frankreich und in Deutschland, die grosse Revolution Gallica
  - Bd.4, 1923, Die letzten hundert Jahre, Reaktion, Materialismus, gottlose Mystik Gallica
- Muttersprache und Vaterland, 1920
- Die drei Bilder der Welt. Ein sprachkritischer Versuch. (Aus dem Nachlass herausgeg.) Erlangen 1925

### Vertalingen
- Henriette Marechal, door Edmond de Goncourt, 1895

### Redactiewerk
- Deutschland. Wochenschrift für Kunst und Literatur, 1889-1890
- Das Magazin für die Literatur des In- und Auslandes, 1991 (met O.Neumann-Hofer)
- Bibliothek der Philosophen, vanaf 1911

### Verzameluitgaven
- Ausgewählte Schriften, 6 delen, 1919

### Diversen
- Fritz Mauthner – Gustav Landauer Briefwechsel 1890–1919. Uitgave door Hanna Delf, Beck, München 1994.
- Erinnerungen. Bd. 1: Prager Jugendjahre. Autobiografie, München 1918, (rest niet gepubliceerd).
- Selbstbiographie. In: Philosophie der Gegenwart in Selbstdarstellungen. Leipzig 1922, Bd. 3.